# Марин Бараона, Луис
Лу́ис Анто́нио Мари́н Барао́на (исп. Luis Antonio Marín Barahona; 18 мая 1983, Сантьяго, Чили) — чилийский футболист, игравший на позиции вратаря. Участник чемпионата мира 2010 года в составе национальной сборной Чили.

## Карьера

### Клубная
Воспитанник клубов «Сантьяго Уондерерс» и «Коло-Коло». Профессиональную карьеру начал в 2003 году в клубе «Аудакс Итальяно», в составе которого находился до 2006 года. В 2007 году перешёл в клуб «Лота Швагер» из города Коронель, где и провёл сезон, сыграв в 28 матчах команды. В 2008 году пополнил ряды столичного клуба «Унион Эспаньола», за который в том году сыграл только 1 встречу. В 2009 году провёл уже 21 игру, в итоге в том сезоне клуб стал победителем регулярного турнира Апертуры, однако в стадии плей-офф чемпионата уступил в финале клубу «Универсидад де Чили» со счётом 1:2 по сумме двух матчей.

### В сборной
В составе главной национальной сборной Чили дебютировал 1 апреля 2010 года в проходившем в Сантьяго товарищеском матче со сборной Венесуэлы, в той встрече Луис вышел с первых минут и отыграл «на ноль» весь матч. В том же году Марин был включён в заявку команды на финальный турнир чемпионата мира в ЮАР, где, однако, не сыграл ни разу.

## Достижения

### Командные
«Унион Эспаньола»
Вице-чемпион Чили: (1)
- Ап. 2009